# Fejzi Alizoti
Fejzi Alizoti, född 1874, död 1945, albansk politiker under första halvan av 1900-talet, minister för den centrala administrationen i Albanien 22 januari till 7 mars 1914, finansminister 1918 till 1920. Sedan Italien ockuperat landet under andra världskriget åter finansminister, nu i Shefqet Verlacis regering, mellan 12 april och 19 juni 1941. 
Sedan Italien 19 juni 1941 ockuperat delar av södra Jugoslavien bestämde Benito Mussolini och den italienska statsledningen att de etniska albanska bosättningsområdena i Jugoslavien skulle överlämnas till Albanien. Dessa områden bestod till stor del av provinsen Kosovo, västra Nordmakedonien, sydvästra Serbien och andra delar. Alizoti krävde i samband med detta att endast områden fullt ut bebodda av etniska albaner skulle ingå i Albanien. Han tog som inhemsk administratör kontroll över de jugoslaviska områdena, som 3 december 1941 formellt blev en del av det krigstida Albanien.